# Gianni Alemanno
Giovanni (Gianni) Alemanno (ur. 3 marca 1958 w Bari) – włoski polityk, parlamentarzysta, były minister od 2008 do 2013 burmistrz Rzymu.

## Życiorys
Z wykształcenia inżynier środowiska, absolwent Uniwersytetu w Perugii; studia ukończył w 2004. Zawodowo pracował jako dziennikarz i publicysta. Działalność polityczną rozpoczął w ramach postfaszystowskiego Włoskiego Ruchu Socjalnego. W 1992 został zięciem Pina Rautiego, byłego lidera tej formacji. Jego małżeństwo z Isabellą Rauti zakończyło się rozwodem.
Od 1994 do 2008 sprawował mandat poselski do Izby Deputowanych XII, XIII, XIV i XV kadencji. Po rozwiązaniu MSI został działaczem Sojuszu Narodowego, a w jego ramach jednym z liderów konserwatywnego skrzydła. Od 2001 do 2006 sprawował urząd ministra rolnictwa w drugim i trzecim rządzie Silvia Berlusconiego.
W 2006 bez powodzenia kandydował na stanowisko burmistrza Rzymu, przegrywając z Walterem Veltronim. Dwa lata później z poparciem m.in. Ludu Wolności ponownie ubiegał się o ten urząd, tym razem pokonując Francesca Rutelliego z Partii Demokratycznej. W 2013 bezskutecznie ubiegał się o reelekcję, przegrywając w drugiej turze z kandydatem PD.
W 2017 został sekretarzem nowo powołanej partii pod nazwą Movimento Nazionale per la Sovranità, która w 2019 przyłączyła się do formacji Bracia Włosi (Gianni Alemanno działał w niej uprzednio w latach 2014–2015). W 2023 powołał nową firmację polityczną – Indipendenza.